# Silanole
Silanole sind Derivate der Silane, bei denen eine oder mehrere Hydroxygruppen an ein Siliciumatom gebunden sind. Sie sind die Siliciumanaloga zu den Alkoholen. Der einfachste Vertreter ist das Hydroxysilan mit der Formel H3Si–OH. Enthält das Molekül zusätzlich einen oder mehrere organischen Reste, so handelt es sich um Organosilanole.
Silanole werden oft durch Hydrolyse von Halogensilanen hergestellt.
{\displaystyle \mathrm {H_{3}SiCl+\ H_{2}O\ {\xrightarrow[{}]{}}\ H_{3}SiOH\ +\ HCl} }
Sie sind oft nicht stabil und reagieren oft spontan unter Wasserabspaltung zu Siloxanen. So dimerisiert Hydroxysilan rasch zu Disiloxan:
{\displaystyle \mathrm {2\ H_{3}SiOH\ {\xrightarrow[{}]{}}\ H_{3}Si{-}O{-}SiH_{3}\ +\ H_{2}O} }